# Col de Wolfgang
Le col de Wolfgang est un col de montagne des Alpes rhétiques situé en Suisse dans le canton des Grisons, à 1 632 mètres d'altitude. Il relie Klosters dans la vallée du Prättigau à Davos dans la vallée du Landwasser. Il doit son nom à la chapelle du hameau dédiée à saint Wolfgang.

## Géographie

Photo aérienne prise à 2500 m d'altitude par Walter Mittelholzer (1925).

La partie sud abrite le hameau de Wolfgang au nord du lac de Davos qui dépend de Davos-Dorf. Le col a été formé par un glissement de terrain du mont Totalp (appartenant à la Parsenn) à l'époque préhistorique, bloquant ainsi la petite rivière Flüela (Flüelabach) qui coule en direction de Klosters.

## Transport
La route no 28 passe par le col, ainsi que la ligne de chemin de fer Landquart-Davos du Rhätische Bahn, depuis 1890.

## Tourisme
L'hôtel Kulm, au bord de la route, existe depuis la fin du XIXe siècle.